# Beiler
Beiler (en luxembourgeois : Beeler ) est une section de la commune luxembourgeoise de Weiswampach située dans le canton de Clervaux.